# Paulino Alcántara
Paulino Alcántara (n. 7 octombrie 1896, Iloilo City, Filipine — d. 13 februarie 1964, Barcelona, Spania), porectlit Romperredes (cel care rupe porțile) a fost un jucător de fotbal filipinez care a jucat pentru FC Barcelona. A jucat de asemenea pentru echipele naționale din Filipine și Spania.